# Jakob Schweizer
Jakob Schweizer (* 8. März 1836 in Reigoldswil, Kanton Basel-Landschaft; † 13. April 1913 in Zürich) war ein Schweizer Uhrmacher, Erfinder, Maschinenkonstrukteur und Unternehmer.

## Leben und Werk

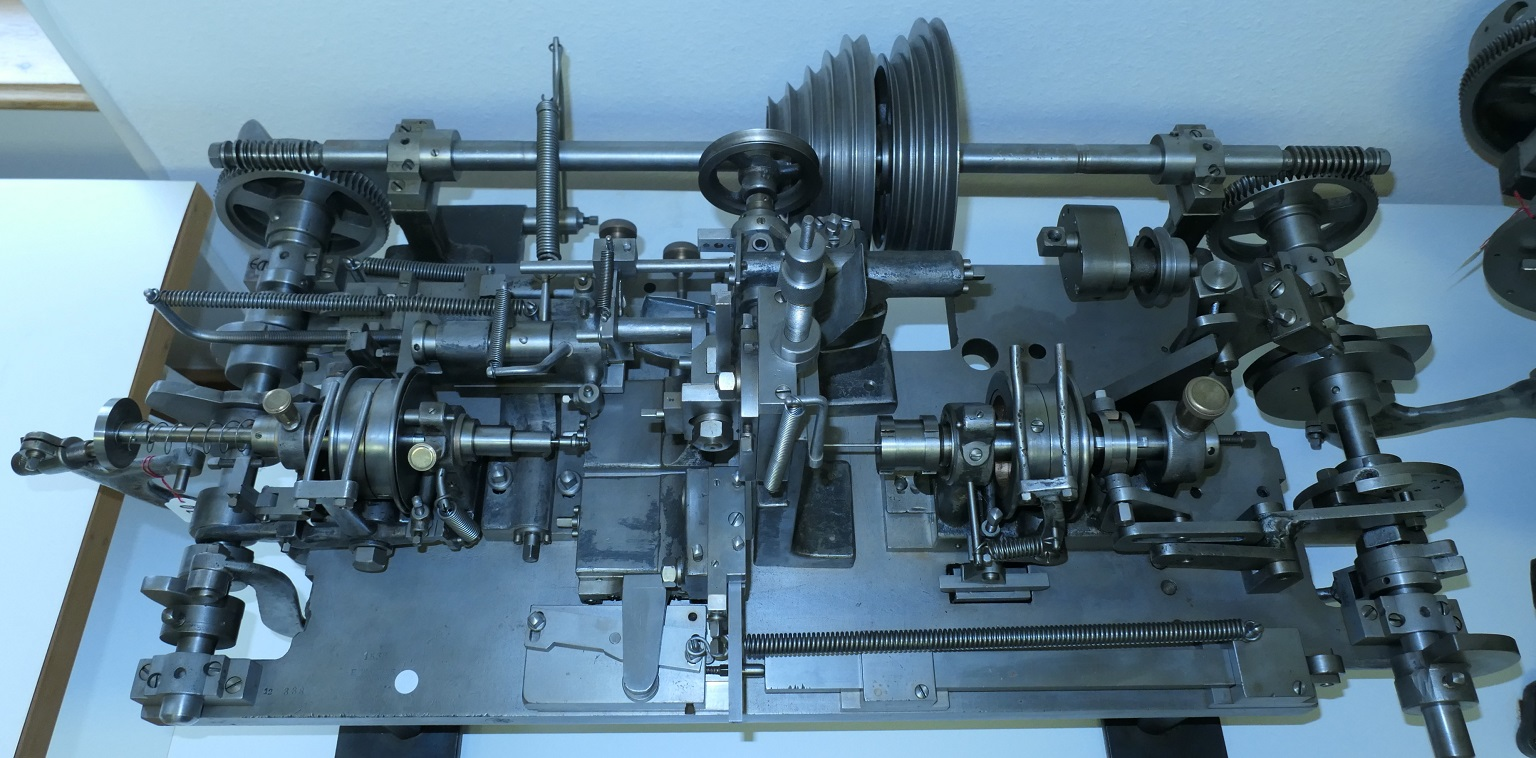
Drehautomat von Jakob Schweizer im Museum des Drehautomaten, Moutier

Schweizer absolvierte eine Uhrmacherlehre in Péry im Berner Jura und arbeitete ab 1856 als Uhrmacher und Uhrentechniker in Saint-Imier und Biel. Schweizer heiratete 1858 Lydia, geborene Meier (1835–1924), aus Waldenburg. Mit ihr und den gemeinsamen vier Kindern lebte er in Waldenburg und war als Leiter des dortigen Post- und Telegraphenbüros tätig. Er beschäftigte sich zudem mit der Konstruktion von Maschinen für die Uhrenproduktion und bildete sich autodidaktisch zum Maschinentechniker und Erfinder weiter. 1871 gab Schweizer seine Anstellung auf. In Biel gründete er mit finanzieller Hilfe von G. F. Roskopf (1812–1889) einen Betrieb, in dem mit seinen dafür erfundenen Maschinen Schrauben und Drehteile für die Uhrenindustrie hergestellt wurden. Er konstruierte um 1870 oder 1872 in Biel seinen ersten «Langdrehautomaten», der in der Folge unter dem Namen «Schweizer-Automat» weltweit Bedeutung erlangte.
1873 verkaufte Schweizer seinen Hausanteil in Waldenburg an seinen Schwager Theodor Tschudin-Meier und zog mit seiner Familie nach Solothurn. Zusammen mit dem Müller und Mühlenbesitzer Josef Müller gründete er 1876 in Solothurn die Fabrik «Müller & Schweizer», in der Schrauben und Uhrenteile hergestellt wurden. Mit technischem Weitblick führte Schweizer fabrikintern einheitliche Gewindenormen unter dem Namen «Système Thury» ein und verwendete gleich das neue Metermass, damals «Dizième-Gewinde».
Schweizer arbeitete 1877/1878 vermutlich mit dem in Genf lehrenden Botaniker Marc Thury zusammen. Dieser befasste sich u. a. auch mit Masssystemen und Präzisionsmessinstrumenten für die Uhrenindustrie.
Ab 1880 forschte Schweizer weitgehend selbstständig. In der Folge erfand er eine elektrische Stockuhr und erwarb 1879 und 1881 Patente in Frankreich sowie 1882 in Amerika. Zudem war er als technischer Direktor bei Frédéric Japy & Frères in Beaucourt bei Delle tätig. 1890 eröffnete er an der Bielerstrasse 245a in Solothurn eine Firma und beschäftigte über dreissig Angestellte. 1885 geriet die Firma in grosse finanzielle Schwierigkeiten, und schliesslich kam es zum Konkurs.
1887 gründete Schweizer mit Familienangehörigen und seinem Neffen Franz Henzi ein Unternehmen, das ab 1893 «Müller & Co.» und ab 1916 «Sphinxwerke Müller & Cie. AG» hiess. Schweizer expandierte auch ins Ausland. Die letzte Serie von 24 «Schweizer-Automaten» wurde 1924 gebaut.
Schweizer lebte mit seiner Familie ab 1886 in Zürich und befasste sich u. a. mit der Beleuchtung verschiedener Brenner und mit automatischen Graviermaschinen, wofür er 1884 ein US-Patent erlangte. Im gleichen Jahr liess er Gasmotoren und Luftkompressoren, 1887 Kohlenwasserstoff- und 1889 Petroleumbrenner in den USA patentieren. Zudem war Schweizer eine Zeit lang bei Escher Wyss & Co. tätig.
Er fand seine letzte Ruhestätte auf dem Friedhof Nordheim in Zürich.
Jakob Schweizer gilt als einer der bedeutendsten Erfinder und Konstrukteure von Maschinen zur automatischen Herstellung von Schrauben und anderen Drehteilen, besonders für die Uhrenproduktion.